# Polski Holding Ochrony
Polski Holding Ochrony S.A. to działająca od 2017 roku na terenie Polski firma z branży ochrony. Siedziba firmy mieści się w Warszawie. Na terenie całej Polski firma zatrudnia obecnie ponad 2,5 tys. pracowników. Spółka powstała z inicjatywy grupy ekspertów i menadżerów związanych z branżą usług ochrony osób i mienia w Polsce i za granicą.
W skład spółki wchodzą m.in. takie firmy jak: Cerber, Certum, Grupa DSF, City Security, Monitoring wizyjny, AVA Security, IFS, Civis, Grupa Ochrony, Monitoring System Solution i IPS (Israeli Polish Security) oraz MobiCam. Każda z nich działa w innym obszarze m.in. ochrony osób, mienia, ochrony VIP oraz doradztwa i wdrożenia opartych na sztucznej inteligencji systemów IT wspomagających bezpieczeństwo.
Założycielami Polskiego Holdingu Ochrony są: Beniamin Krasicki (większościowy akcjonariusz grupy), Sebastian Michalkiewicz (Prezes Zarządu), Bartłomiej Bednarczyk oraz Michał Skorecki. Skład Rady Nadzorczej stanowią Sławomir Wagner (założyciel i Prezes Polskiej Izby Ochrony) oraz Krzysztof Liedel (ekspert ds. bezpieczeństwa i zwalczania terroryzmu).

## Usługi
Polski Holding Ochrony świadczy usługi w następujących obszarach rynku security and safe:
- ochrona osób i mienia (ochrona imprez masowych, ochrona osiedli, biurowców, centrów handlowych, klubów),
- zapobieganie procesom prania pieniędzy,
- zapobieganie stratom w łańcuchu dostaw,
- systemy wspomagające bezpieczeństwo IT,
- ochrona osobista i ochrona VIP,
- audyt systemów zabezpieczeń,
- zapobieganie stratom w łańcuchu dostaw,
- monitoring (wizyjny, alarmowy),
- systemy wsparcia bezpieczeństwa i komunikacji,
- detektywistyka,
- usługi utrzymania czystości, w tym związane z zapobieganiem zakażeniom,
- konwojowanie przesyłek znacznej wartości.

## Certyfikaty
- System zarządzania jakością spełniający wymagania AQAP 2110-2016
- Usługi ochrony osób i mienia, realizowane w formie bezpośredniej ochrony fizycznej i zabezpieczenia technicznego: ISO 9001-2015

## Nagrody
- Rekomendacja Wiarygodności Biznesowej Komitetu Bezpieczeństwa Biznesu Krajowej Izby Gospodarczej i Stowarzyszenia Wspierania Bezpieczeństwa Narodowego, 2019 rok